# Temporada 2006-2007 del Nàstic
Dades de la Temporada 2006-2007 del Gimnàstic de Tarragona.

## Resum de la temporada
La temporada començà amb una esperançadora victòria per 0 a 1 contra l'Espanyol a Montjuïc, però no fou més que un miratge, ja que l'equip només aconseguí dos punts més en els següents 11 partits, culminant amb la destitució del tècnic Luis César Sampedro, que fou substituït per Paco Flores, entrenador amb més experiència a la primera divisió. Tot i això els resultats no milloraren substancialment. Al primer partit de la segona volta de la lliga, nou resultat per l'esperança altra vegada contra l'Espanyol, a qui es derrota per 4 a 0 al Nou Estadi. A partir de llavors, i havent fet algunes noves incorporacions al mercat d'hivern, l'equip ofereix una millor imatge que tampoc li serveix per abandonar els últims llocs de la classificació, tot i obtenir alguns resultats de prestigi com les victòries a casa contra el Sevilla i el Zaragoza, la victòria al camp de l'Athletic de Bilbao o un empat a casa contra el València. Finalment, i després d'uns últims partits donant una imatge pèssima, l'equip retorna a segona divisió el 27 de maig, en la jornada 36. Tot i els mals resultats, l'afició gairebé en tot moment donà suport a l'equip, acomiadant-se de primera amb un Nou Estadi ple de gom a gom per veure el partit de l'última jornada contra el Barça, que tot i guanyar per 1 a 5, perdé la lliga a favor del Madrid.
Quant als jugadors, cal destacar el bon rendiment de Portillo, però malauradament molts dels fitxatges no rendiren al nivell esperat, com ara el davanter Makukula i l'extrem brasiler Gil, el fitxatge més car de la història del club. El veterà capità Pinilla també realitzà una bona temporada disposant de bastants minuts, però altres dels herois de l'ascens no tingueren gaire protagonisme, i algun com Abel Buades deixà el club a mitja temporada després de rebre xiulets d'una part de l'afició, tot i que fins llavors era el jugador que havia disputat més partits.
A nivell intern del club, la temporada no fou tranquil·la tampoc. Unes declaracions de l'alcalde de Tarragona, Joan Miquel Nadal i Malé dient que seria un fracàs baixar a segona, precipiten la marxa del president del club, Josep Maria Andreu, que ja feia jornades que havia dit que ho volia deixar, però no ho feia al no haver-hi consens per nomenar el seu substitut. El seu substitut, és precisament el representant de l'ajuntament al consell d'administració, el regidor Raül Font. Uns mesos després, convocada la junta general d'accionistes, en què l'ajuntament, màxim accionsita del club, no hi intervé, s'enfronten dos bàndols d'accionistes, liderats per Jordi Virgili i l'expresident José Luís García, sent vencedor aquest últim que nomena a Xavier Salvadó com a nou president.

## Plantilla
Aquesta és la plantilla del Gimnàstic de Tarragona per a la temporada 2006-2007 a la Primera Divisió de la lliga espanyola de futbol.
| - 1 Álvaro Iglesias Quintana - 2 Julio César Cáceres (baixa al desembre) - 2 César González Navas César Navas (alta al desembre) - 3 Carles Domingo Pladevall "Mingo" - 4 Jesús María Serrano Eugui (baixa al desembre) - 4 José María Calvo (alta al desembre) - 5 Miguel Ángel Llera Garzón (baixa al gener) - 5 Jesús María Serrano Eugui (alta novament al gener) - 6 Abel Buades Vendrell (baixa el gener) - 6 Tobias Grahn (alta al gener) - 7 David Cuéllar Tainta - 8 Manuel Martínez Lara "Manolo" (baixa al desembre) - 8 Sébastien Chabaud (alta al desembre) - 9 Javier García Portillo - 10 Carlos Merino González - 11 Ariza Makukula |  | - 12 Manel Ruz Baños - 13 Rubén Pérez Chueca - 14 David García Haro (baixa per lesió a l'abril) - 14 Òscar López Hernández (alta novament a l'abril) - 15 Ismael Marchal Razquín "Irurzun" - 16 Aníbal Samuel Matellán - 17 Àngel Morales Cuerva - 18 Juan Díaz Prendez - 19 Alejandro Campano Hernando - 20 David Generelo Miranda - 21 Antoni Pinilla Miranda - 22 Gilberto Ribeiro Gonçalves "Gil" - 23 Marco Antonio Ortega Cotano - 24 Òscar López Hernández (lesionat i donat de baixa) - 24 Rubén Castro Martín (alta al desembre) - 25 Álbano Benjamín Bizarri |

- Entrenador:  Paco Flores
- Segon entrenador:  Xavier Bartolo
- Segon entrenador tècnic:  Francisco Ramírez
- Director tècnic:  Josep Sicart
- Luis Ángel César Sampedro: Primer entrenador, destituït després de la jornada 12.

### Fitxatges
Els fitxatges d'aquesta temporada han estat:
- Mingo de l'Albacete Balompié
- Juan de l'Sporting de Gijón
- Bizarri del Reial Valladolid
- Campano del RCD Mallorca
- Matellán del Getafe CF
- Generelo del Reial Saragossa
- Portillo del Reial Madrid
- Makukula del Sevilla FC
- Gil del Cruzeiro
- Cáceres del Nantes
- Òscar López del Reial Betis

Els fitxatges al mercat d'hivern han estat:
- Rubén Castro cedit pel Deportivo de la Corunya, jugava al Racing de Santander.
- César González Navas, cedit pel Màlaga CF.
- José María Calvo, cedit pel Boca Juniors.
- Tobias Grahn, de l'OB de Dinamarca.
- Sébastien Chabaud, del Charleroi de Bèlgica.

### Baixes
Les baixes han estat:
- Alfonso
- Álex Perez retornà al Reial Madrid Castella
- Bolo al Numancia
- Codina a l'SD Eibar
- Diego Reyes al Córdoba CF
- Diego Torres al Rayo Vallecano
- Ekpoki al UD Vecindario
- Miguel Pérez a l'Alavés
- Mariano González "Nano" al Córdoba CF
- Lupidio a l'Hèrcules CF
- Egoitz Jaio al CD Numancia
- Òscar Álvarez
- David Medina va tornar de jugar cedit al CE Sabadell i fou cedit al Racing de Ferrol.

Han estat baixes durant la temporada:
- Julio César Cáceres deixa el Nàstic per anar a jugar al Tigres de Mèxic.
- Manolo, cedit al CD Tenerife.
- Miguel Ángel Llera, baixa federativa.
- Abel Buades, al Cadis CF.

## Golejadors
- Amb 11 gols: Portillo
- Amb 4: Rubén Castro
- Amb 3: Campano
- Amb 2: Llera, Grahn, Pinilla, Ismael Irurzun, David Cuéllar, César Navas
- Amb 1: Abel Buades, Makukula, David García